# مناحيم سفيدور
مناحيم سفيدور (بالعبرية מנחם סבידור) (20 أغسطس 1917 - 2 نوفمبر 1988) هو سياسي إسرائيلي ولد في روسيا سنة 1917 خدم في الجيش البريطاني في السنوات ما بين 1941-1946 تولى رئاسة الكنيست ما بين سنة 1981 وسنة 1984 عن حزب الليكود توفي سنة 1988